# Loukrounou
Loukrounou (griechisch Λουκρούνου, türkisch Olukönü) ist eine Gemeinde im Bezirk Paphos in der Republik Zypern. Bei der Volkszählung im Jahr 2021 hatte sie 13 Einwohner.

## Name
Der ursprüngliche griechische Ortsname aus byzantinischer Zeit wurde offenbar von den Franken geändert. Es ist möglich, dass der zweite Bestandteil seines Namens das Wort Krounos („Springbrunnen“) oder Krini („Brunnen“) ist. 1958 nahmen die Zyperntürken den alternativen Namen Olukönü an, was so viel wie „vor dem Abflussrohr“ bedeutet.

## Lage und Umgebung

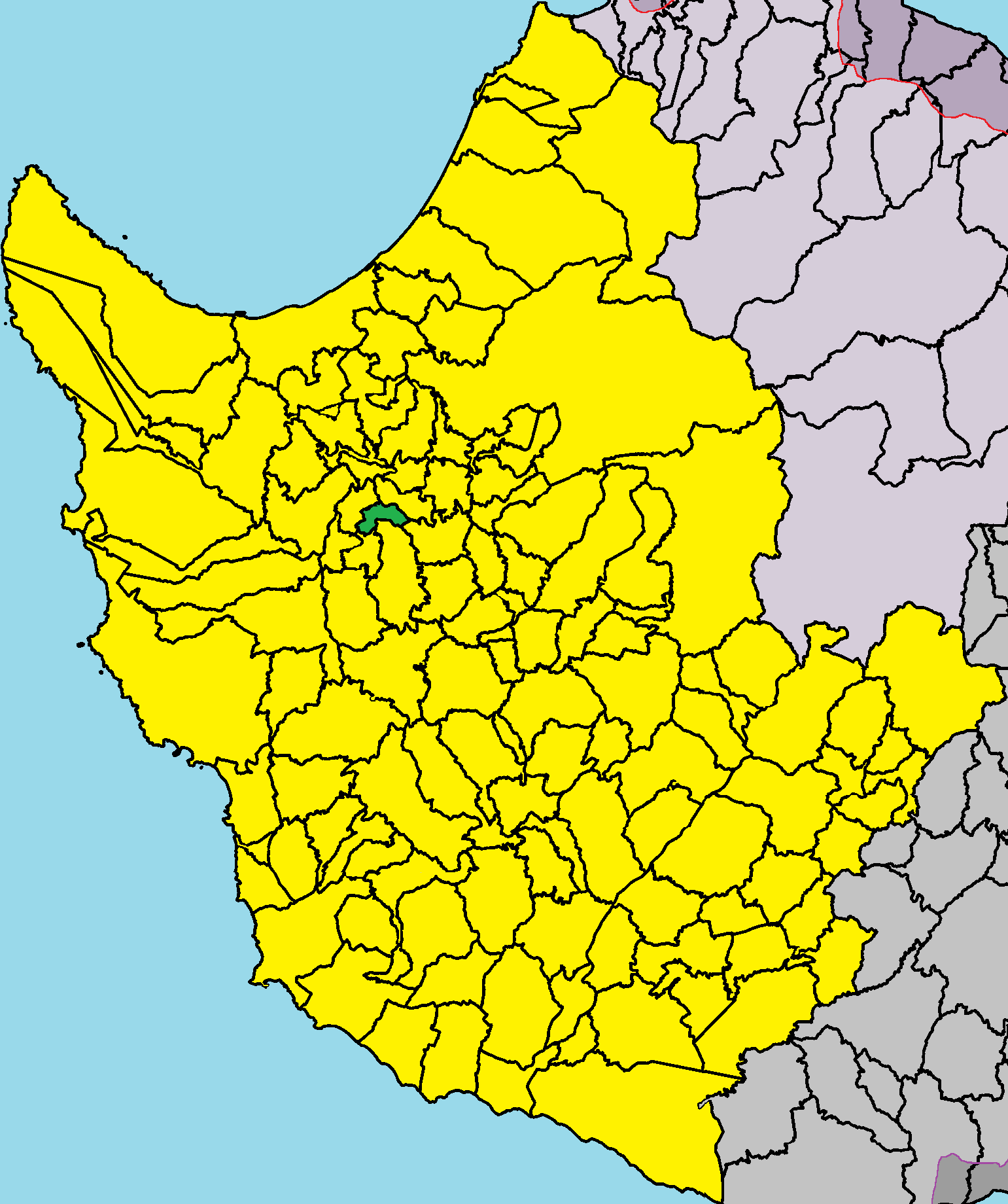
Lage im Bezirk Paphos

Loukrounou liegt im Westen der Mittelmeerinsel Zypern auf einer Höhe von etwa 210 Metern, etwa 25 Kilometer nördlich von Paphos. Das 1,87135 Quadratkilometer große Dorf grenzt im Norden und Osten an Evretou, im Süden an Simou, Giolou und Miliou und im Westen und Norden an Kato Akourdalia. Das Dorf kann über die Straßen B7 und E712 erreicht werden.
Die durchschnittliche jährliche Niederschlagsmenge beträgt etwa 600 Millimeter. Geologisch betrachtet wird das Gemeindegebiet von den Ablagerungen der Athalassa-Formation (Kalksandsteine und Sande), den Ablagerungen der Nikosia-Formation (Kalksandsteine, Gerölle und Sandsteinmergel) und den jüngeren dominiert alluviale Ablagerungen des Holozäns.

## Geschichte
Loukrounou existierte bereits in fränkischer Zeit und war auf damaligen Karten als Lucrumu oder Lucrunu verzeichnet. In den Jahren der fränkischen Besatzung kommt es auch als Likrin vor. Im Mittelalter war das Dorf wahrscheinlich größer, dabei wird allerdings berichtet, dass die Bewohner von den Franken und auch später von den Türken (aus unbekannten Gründen) verfolgt wurden.

### Bevölkerungsentwicklung
Am 28. Dezember 1963 flohen alle Bewohner von Loukrounou aufgrund interkommunaler Spannungen aus ihren Häusern und zogen in das sicherere Dorf Evretou. Sie blieben dort bis 1975 und flohen dann aufgrund der Türkischen Invasion Zyperns nach Nordzypern. Einige flohen heimlich über die Berge, andere warteten und wurden im September 1975 von UNFICYP zum nördlichen Teil eskortiert. Danach war das Dorf verlassen.
Ab der Volkszählung 2011 wurden wieder Einwohner gezählt.
Die folgende Tabelle zeigt die Bevölkerung des Dorfes, wie sie in den in Zypern durchgeführten Volkszählungen erfasst wurde.
| Jahr      | 1881 | 1891 | 1901 | 1911 | 1921 | 1931 | 1946 | 1960 | 1976 | 1982 | 1992 | 2001 | 2011 | 2021 |
| Einwohner | 50   | 67   | 55   | 67   | 34   | 36   | 39   | 35   | 0    | 0    | 0    | 0    | 4    | 13   |